# 24 ur Le Mansa 1950
24 ur Le Mansa 1950 je bila osemnajsta vzdržljivostna dirka 24 ur Le Mansa. Potekala je 24. in 25. junija 1950.

## Rezultati

### Uvrščeni
| Poz | Razred | Št | Moštvo                        | Dirkači                             | Šasija                                 | Motor                       | Krogi |
| --- | ------ | -- | ----------------------------- | ----------------------------------- | -------------------------------------- | --------------------------- | ----- |
| 1   | S 5.0  | 5  | Louis Rosier                  | Louis Rosier Jean-Louis Rosier      | Talbot-Lago T26 GS                     | Talbot-Lago 4.5L I6         | 256   |
| 2   | S 5.0  | 7  | Pierre Meyrat                 | Pierre Meyrat Guy Mairesse          | Talbot-Lago Monoplace Decalee          | Talbot-Lago 4.5L I6         | 255   |
| 3   | S 8.0  | 4  | S.H. Allard                   | Sidney Allard Tom Cole Jr.          | Allard J2                              | Cadillac 5.4L V8            | 251   |
| 4   | S 5.0  | 14 | Healey Motors Ltd.            | Tony Rolt Duncan Hamilton           | Nash-Healey E                          | Nash 3.8L I6                | 250   |
| 5   | S 3.0  | 19 | Aston Martin Ltd.             | George Abecassis Lance Macklin      | Aston Martin DB2                       | Aston Martin 2.6L I6        | 249   |
| 6   | S 3.0  | 21 | Aston Martin Ltd.             | Charles Brackenbury Reg Parnell     | Aston Martin DB2                       | Aston Martin 2.6L I6        | 244   |
| 7   | S 3.0  | 18 | Henri Louveau                 | Henri Louveau Jean Estager          | Delage D6-3L                           | Delage 3.0L I6              | 241   |
| 8   | S 5.0  | 11 | E.R. Hall                     | Eddie Hall Tom Clarke               | Bentley Corniche TT                    | Bentley 4.3L I6             | 236   |
| 9   | S 2.0  | 30 | H.J. Aldington                | "Donald" Mathieson Richard Stoop    | Frazer Nash Milla Miglia               | Bristol 2.0L I6             | 235   |
| 10  | S 8.0  | 3  | Briggs Cunningham             | Miles Collier Sam Collier           | Cadillac Coupe de Ville "Clumsy Pup"   | Cadillac 5.4L V8            | 233   |
| 11  | S 8.0  | 2  | Briggs Cunningham             | Briggs Cunningham Phil Walters      | Cadillac Spider "Le Monstre"           | Cadillac 5.4L V8            | 232   |
| 12  | S 5.0  | 15 | P.T.C. Clark                  | Peter C. Clark Nick Haines          | Jaguar XK120S                          | Jaguar 3.4L I6              | 230   |
| 13  | S 5.0  | 6  | André Chambas                 | André Chambas André Morel           | Talbot-Lago Gran Sport Coupe           | Talbot-Lago 4.5L I6         | 228   |
| 14  | S 5.0  | 12 | H.S.F. Hay                    | H.S.F. Hay Hugh Hunter              | Bentley 4¼ Paulin                      | Bentley 4.3L I6             | 225   |
| 15  | S 5.0  | 16 | P.C.D. Walker                 | Peter Whitehead John Marshall       | Jaguar XK120S                          | Jaguar 3.4L I6              | 225   |
| 16  | S 1.5  | 36 | Jowett Cars Ltd.              | Tommy Wisdom Tommy Wise             | Jowett Jupiter Javelin                 | Jowett 1.5L Flat-4          | 220   |
| 17  | S 3.0  | 22 | Robert Lawrie                 | Robert Lawrie Geoffrey Beetson      | Riley RMB                              | Riley 2.5L I4               | 213   |
| 18  | S 1.5  | 39 | G.E. Phillips                 | George Phillips Eric Winterbottom   | MG TC Special Body                     | MG 1.2L I4                  | 208   |
| 19  | S 3.0  | 23 | N.H. Mann                     | Nigel Mann Mortimer Morris-Goodall  | Healey Silverstone                     | Riley 2.5L I4               | 203   |
| 20  | S 2.0  | 31 | N.R. Culpan                   | Norman Culpan Lt. Cdr. Peter Wilson | Frazer Nash High Speed Le Mans Replica | Bristol 2.0L I6             | 201   |
| 21  | S 750  | 51 | Rudy Letov Letnany            | Maurice Gatsonides Henk Hoogeveen   | Aero Minor 750                         | Aero 0.7L Flat-2 (2-Stroke) | 184   |
| 22  | S 750  | 52 | Ets. Monopole                 | Jean de Montrémy Jean Hémard        | Monopole X84 Tank                      | Panhard 0.6L Flat-2         | 180   |
| 23  | S 750  | 58 | Automobiles Deutsch et Bonnet | René Bonnet Elie Bayol              | DB Tank                                | Panhard 0.6L Flat-2         | 175   |
| 24  | S 1.1  | 46 | J.L.V. Sandt                  | Jean Sandt Hervé Coatalen           | Renault 4CV                            | Renault 0.8L I4             | 171   |
| 25  | S 1.1  | 48 | Jacques Lecat                 | Jacques Lecat Louis Pons            | Renault 4CV                            | Renault 0.8L I4             | 170   |
| 26  | S 750  | 55 | Auguste Lachaize              | Auguste Lachaize Albert Debille     | Panhard Dyna X84 Sport                 | Panhard 0.6L Flat-2         | 168   |
| 27  | S 1.1  | 45 | Just-Emile Vernet             | Just-Emile Vernet Roger Eckerlein   | Renault 4CV                            | Renault 0.8L I4             | 158   |
| 28  | S 750  | 56 | Raymond Gaillard              | Raymond Gaillard Pierre Chancel     | Callista RAN                           | Panhard 0.6L Flat-2         | 153   |
| 29  | S 750  | 57 | Louis Eggen                   | Louis Eggen "Escale"                | Panhard Dyna X84                       | Panhard 0.6L Flat-2         | 151   |

### Odstopi
| Poz | Razred | Št | Moštvo                        | Dirkači                                  | Šasija                         | Motor                                | Krogi |
| --- | ------ | -- | ----------------------------- | ---------------------------------------- | ------------------------------ | ------------------------------------ | ----- |
| 30  | S 5.0  | 17 | Leslie Johnson                | Leslie Johnson Bert Hadley               | Jaguar XK120S                  | Jaguar 3.4L I6                       | 220   |
| 31  | S 5.0  | 8  | Ecurie Lutetia                | Charles Pozzi Pierre Flahaut             | Delahaye 175S                  | Delahaye 4.5L I6                     | 165   |
| 32  | S 2.0  | 28 | Lord Seldson                  | Lord Seldson Jean Lucas                  | Ferrari 166MM                  | Ferrari 2.0L V12                     | 164   |
| 33  | S 1.1  | 43 | Automobiles Gordini           | Georges Blondel Raoul Martin             | Simca-Gordini T15S             | Gordini 1.1L I4                      | 157   |
| 34  | S 1.1  | 41 | Mmes Rouault et Gordine       | Germaine Rouault Regine Gordine          | Simca-Gordini TMM              | Gordini 1.1L I4                      | 143   |
| 35  | S 750  | 49 | Jacques Poch                  | Jacques Poch Edmond Mouche               | Aero Minor                     | Aero 0.7L Flat-2 (2-Stroke)          | 139   |
| 36  | S 1.1  | 40 | Norbert Jean Mahé             | Norbert Jean Mahé Sacha Gordine          | Simca Huit                     | Gordini 1.1L I4                      | 126   |
| 37  | S 3.0  | 24 | Luigi Chinetti                | Luigi Chinetti Pierre-Louis Dreyfus      | Ferrari 195S Barchetta         | Ferrari 2.4L V12                     | 121   |
| 38  | S 5.0  | 10 | Ets. Delettrez                | Jean Delettrez Jacques Delettrez         | Delettrez Diesel               | Delettrez 4.4L I6 (Diesel)           | 120   |
| 39  | S 1.1  | 44 | A.Z.N.P.                      | Vaclav Bobek Jaroslav Netusil            | Škoda 1101 Sport               | Škoda 1.1L I4                        | 120   |
| 40  | S 750  | 54 | Guy Lapchin                   | Guy Lapchin Charles Plantivaux           | Panhard Dyna X84 Sport         | Panhard 0.6L Flat-2                  | 115   |
| 41  | S 3.0  | 33 | Automobiles Gordini           | Juan Manuel Fangio José Froilán González | Simca-Gordini T15S Compresseur | Gordini 1.5L Supercharged I4         | 95    |
| 42  | S 1.1  | 47 | Ets. Savin & Leroy            | Fernand Leroy M. Joesph                  | Renault 4CV                    | Renault 0.8L I4                      | 92    |
| 43  | S 750  | 53 | Jacques Savoye                | Jacques Savoye Eugéne Dossous            | Monopole X84 Tank              | Panhard 0.6L Flat-2                  | 89    |
| 44  | S 750  | 50 | Sté. Pierre Ferry             | Pierre Ferry Georges Claude              | Ferry                          | Renault 0.7L I4                      | 86    |
| 45  | S 3.0  | 25 | Luigi Chinetti                | Raymond Sommer Dorino Serafini           | Ferrari 195S Berlinetta        | Ferrari 2.4L V12                     | 82    |
| 46  | S 1.1  | 42 | Automobiles Gordini           | Jose Scaron J. Pascal                    | Simca-Gordini T15S             | Gordini 1.5L I4                      | 77    |
| 47  | S 1.5  | 37 | Jacques Brault                | Jacques Brault Louis Paimpol             | Fiat 1500                      | Fiat 1.5L I4                         | 75    |
| 48  | S 1.5  | 35 | Automobiles Gordini           | Roger Loyer Jean Behra                   | Simca-Gordini T15S             | Gordini 1.5L I4                      | 50    |
| 49  | S 2.0  | 26 | Luigi Chinetti                | Porfirio Rubirosa Pierre Leygonie        | Ferrari 166MM                  | Ferrari 2.0L V12                     | 44    |
| 50  | S 2.0  | 64 | Automobiles Deutsch et Bonnet | René Simone Michel Arnaud                | DB                             | Citroën 1.9L I4                      | 44    |
| 51  | S 5.0  | 1  | M.A.P.                        | Pierre Veyron Francois Lacour            | M.A.P.                         | M.A.P. 5.0L Supercharged I4 (Diesel) | 39    |
| 52  | S 3.0  | 32 | Automobiles Gordini           | Maurice Trintignant Robert Manzon        | Simca-Gordini T15S Compresseur | Gordini 1.5L Supercharged I4         | 34    |
| 53  | S 1.1  | 63 | Marcel Gendron                | Marcel Gendron Jean Vinatier             | Renault 4CV                    | Renault 0.8L I4                      | 32    |
| 54  | S 2.0  | 27 | Luigi Chinetti                | Yvonne Simon Michel Casse                | Ferrari 166MM Coupe            | Ferrari 2.0L V12                     | 25    |
| 55  | S 750  | 60 | Ecurie Verte                  | Emmanuel Baboin Pierre Gay               | Simca Six                      | Simca 0.6L I4                        | 20    |
| 56  | S 1.5  | 34 | Automobiles Gordini           | Aldo Gordini André Simon                 | Simca-Gordini T15S             | Gordini 1.5L I4                      | 14    |
| 57  | S 1.1  | 66 | André Guillard                | André Guillard Roger Caron               | Simca Huit                     | Gordini 1.1L I4                      | 13    |
| 58  | S 3.0  | 20 | Aston Martin Ltd.             | Eric Thompson John Gordon                | Aston Martin DB2               | Aston Martin 2.6L I6                 | 8     |
| 59  | S 750  | 59 | Automobiles Deutsch et Bonnet | Georges Guyot André Chaussat             | DB Tank                        | Panhard 0.6L Flat-2                  | 6     |
| 60  | S 5.0  | 9  | Ecurie Lutetia                | Gaston Serraud André de Guelfi           | Delahaye 175S                  | Delahaye 4.5L I6                     | 0     |

### Statistika
- Najhitrejši krog - #5 Louis Rosier - 4:53.5
- Razdalja - 3465.12km
- Povprečna hitrost - 144.380km/h

### Dobitniki nagrad
- 16th Rudge-Whitworth Biennial Cup - #52 Ets. Monopole
- Index of Performance - #19 Aston Martin Ltd. in #52 Ets. Monopole (izenačena)